# سادو مهر
سادو مهر (انگلیسی: Sadhu Meher؛ زادهٔ ۱ ژانویهٔ ۱۹۴۰) کارگردان فیلم و هنرپیشه اهل هند است.
وی در سال ۱۹۷۴ برنده جایزه ملی فیلم بهترین بازیگر مرد شده‌است.

## فیلم‌شناسی
- بوون شوم
- ۲۷ پائین
- نهال
- پایان شب
- شعله
- تکان ناگهانی
- درقلب شما هستیم
- آشیانه